# Asatte dance
Asatte dance (あさってＤａｎｃｅ, Asatte dansu, littéralement « Danse d'après-demain ») est un manga de Naoki Yamamoto prépublié dans le Big Comic Spirits en 1989 puis publié en 7 tomes aux éditions Shōgakukan. La version française est parue en France aux éditions Tonkam.

## Synopsis
Suekichi est étudiant. Lien de causalité, il est fauché. Jusqu'au jour où un héritage, aussi inattendu qu'immérité, le transforme un millionnaire virtuel. Seul hic : le dit héritage sera effectif lorsque le jeune homme aura passé son diplôme, trouvé chaussure à son pied et réussi à conserver son épouse.
Une nouvelle qui le plonge dans une grande confusion et le rend soupçonneux sur le pourquoi de sa rencontre avec la délicieuse Aya. Une rencontre sous sa propre couette, au sortir d'un sommeil aux puissants relents alcooliques.
Qui est cette jeune fille délurée qui va s'incruster sans la moindre gêne dans la vie quotidienne, sentimentale et sexuelle de Suekichi ? La réponse se dessine à mesure que les jours filent. Aya impose son amour et joue avec le corps et avec l'âme d'un garçon qui ne sait trop comment réagir face à cette tornade affective et qui va, faute de mieux, s'en remettre à son instinct. Un instinct fluctuant, modelé par les hasards que le destin (parfois bien épaulé) dressera sur sa route. Un ex-mari revendicateur. Une vierge amoureuse et manipulée. Une cousine surdouée et anarchiste. Un yakuza désarmé et pourchassé. Autant de satellites originaux qui pimentent une vie d'étudiant/régisseur de théâtre, pour le plaisir d'une troupe d'acteurs farfelus qui se délectent du spectacle des aventures rocambolesques de leur souffre-douleur.

## Manga
Asatte dance est prépublié dans le magazine Big Comic Spirits entre 1989 et 1990. La série est publiée par Shōgakukan en sept volumes reliés sortis entre septembre 1989 et février 1991. L'éditeur Yudachi-sha publie de nouveau les 7 volumes entre mars à septembre 1994, tandis qu'Ohzora Publishing réunit la série en quatre volumes sortis entre le 25 novembre 1998 et le 17 février 1999,.
Les sept volumes de la série sont publiés en version française par Tonkam à deux reprises, une première édition entre août 1995 et décembre 1997 et une seconde édition entre août 2008 et février 2010 avec de nouvelles couvertures,. La série est licenciée en Amérique du nord par Viz Media, qui la prépublie dans son magazine pour adultes Pulp entre le premier numéro, en décembre 1997 et le dernier numéro, en août 2002. Les deux volumes restant sont publiés dans la collection « Editor's Choice »,.

### Liste des volumes
| no | Japonais       | Japonais      | Français         | Français      |
| no | Date de sortie | ISBN          | Date de sortie   | ISBN          |
| -- | -------------- | ------------- | ---------------- | ------------- |
| 1  | septembre 1989 | 4-09182-051-4 | 24 août 1995     | 9782910645243 |
| 2  | décembre 1989  | 4-09182-052-2 | 21 mars 1996     | 9782910645335 |
| 3  | mars 1990      | 4-09182-053-0 | 17 juin 1996     | 9782910645441 |
| 4  | juin 1990      | 4-09182-054-9 | 19 novembre 1996 | 9782910645618 |
| 5  | octobre 1990   | 4-09182-055-7 | 16 mars 1997     | 9782910645724 |
| 6  | décembre 1990  | 4-09182-056-5 | 18 août 1997     | 9782910645878 |
| 7  | février 1991   | 4-09182-057-3 | 15 décembre 1997 | 9782912628084 |

## Adaptations
La série manga est adaptée en deux OVA réalisés par Teruo Kogure et Masamune Ochiai. La première partie, produite en 1990, sort en le 25 juillet 1991 suivie par la seconde partie sortie le 21 octobre 1991.
Le studio Daiei Film adapte le manga en un film en prise de vue réelles réalisé par Itsumichi Isomura, avec Tomoko Nakajima et Tamotsu Ishibashi dans les rôles principaux. Le film sort au Japon le 22 juin 1991,. Daiei commercialise le film en une VHS sortie le 25 novembre 1991 puis ressortie le 14 janvier 1994. Le film est 3e de la liste des meilleurs films de l'année 1991 du premier Japanese Professional Movie Awards.
En novembre 2005, un film en prise de vue réelles réalisé par Ryūichi Honda avec Hiroaki Matsuda et Ai Kurosawa dans les rôles principaux est annoncé. Une bande annonce est diffusée sur le site officiel du film le 5 décembre 2005, annonçant sa sortie pour le 10 décembre 2005. Le film est commercialisé sous la forme d'un coffret DVD divisé en quatre segments sorti le 23 mars 2006 ainsi que sous la forme de quatre DVD individuels sortis le 26 avril 2006. Asian Media Rights commercialise le film en Amérique du Nord sous le titre Naughty Gold Diggers le 27 novembre 2012.

### Documentation
- Gilles Ratier, « Les 7 volumes d'Asatte Dance », BoDoï, no 6,‎ mars 1998, p. 38.